# Liga a V-a Timiș
Liga a V-a Timiș este a doua competiție fotbalistică din județul Timiș organizată de AJF Timiș, localizată în al cincilea eșalon al sistemului de ligi al fotbalului românesc. 

## Istorie
A fost fondată în anul 1968 și până în sezonul 2006–2007 a fost cunoscută sub numele de Campionatul județean II, Divizia D - Faza județeană  și Divizia E. 

## Format
Competiția e formată din 3 serii a câte 16 echipe fiecare. Câștigătoarele celor trei serii promovează în Liga a IV-a Timiș. Numărul echipelor care retrogradează din Liga a V-a Timiș este variabil și depinde de numărul de echipe retrogradate din Liga a IV-a.

## Lista echipelor câștigătoare
| Sezonul                                                               | Seria I                     | Seria II                  | Seria III                  |
| --------------------------------------------------------------------- | --------------------------- | ------------------------- | -------------------------- |
| 1990–1991                                                             | Banatul Teremia Mare        | Tehnometal Timișoara      | Textila Timișoara          |
| 1991–1992                                                             | Dacia Cărpiniș              | Unirea Banloc             | Victoria Lugoj             |
| 1992–1993                                                             | Unirea Jimbolia             | Unirea Peciu Nou          | Electrobanat Timișoara     |
| 1993–1994                                                             | Bancom Comloșu Mare         | Timișul Șag               | ASA Venus Lugoj            |
| 1994–1995                                                             | FC Jimbolia                 | Unirea Ghilad             | AC Recaș                   |
| 1995–1996                                                             | Mureșul Cenad               | GPL Timișoara             | Mondial Lugoj              |
| 1996–1997                                                             | Dacia Timișoara             | Sporting Tabac Timișoara  | Comtransport Beregsău Mare |
| 1997–1998                                                             | Tehnomet Timișoara          | Furnirul Deta             | Telecom Timișoara          |
| 1998–1999                                                             | Plavi Delia Sânpetru Mare   | Calor Timișoara           | Comprest Lugoj             |
| 1999–2000                                                             | Voința Valcani              | Petrom Timișoara          | FC Bazoș                   |
| 2000–2001                                                             | Plavi Delia Sânpetru Mare   | Unirea Peciu Nou          | Tormactim Tormac           |
| 2001–2002                                                             | Spartak Gottlob             | Tipomic Timișoara         | Bega Belinț                |
| 2002–2003                                                             | FC Giarmata                 | Frontiera Moravița        | Timișul Albina             |
| 2003–2004                                                             | Dacia Cărpiniș              | Millenium Moșnița Veche   | RATT Timișoara             |
| 2004–2005                                                             | Plavi Delia Sânpetru Mare   | Tim Star Timișoara        | Arsenal Bucovăț            |
| 2005–2006                                                             | Top Alumino Timișoara       | Avântul Bobda             | Colira Sport Timișoara     |
| 2006–2007                                                             | Pobeda Dudeștii Vechi       | AS Peciu Nou              | Stăvilarul Coștei          |
| 2007–2008                                                             | Unirea Cerneteaz            | FC Chișoda                | Real Dragșina              |
| 2008–2009                                                             | Mama Mia Becicherecu Mic II | AS Giroc                  | Știința 2007 Ghiroda       |
| 2009–2010                                                             | Unirea Cerneteaz            | Informatica Timișoara     | Vulturii Pădureni          |
| 2010–2011                                                             | Banatul Nerău               | Avântul Bobda             | CFR 1933 Timișoara         |
| 2011–2012                                                             | Unirea Sânnicolau Mare      | CS Ghiroda                | Bega Belinț                |
| 2012–2013                                                             | Cocosul Orțișoara           | Progresul Gătaia          | Progresul Racovița         |
| 2013–2014                                                             | Ripensia Timișoara          | AS Murani                 | Voința Mașloc              |
| 2014–2015                                                             | Avântul Periam              | ACS Poli Timișoara II     | Lorena Giarmata-Vii        |
| 2015–2016                                                             | AS Seceani                  | Unirea Banloc             | CSM Lugoj II               |
| 2016–2017                                                             | Unirea Tomnatic             | CSO Deta                  | FC Bazoș                   |
| 2017–2018                                                             | Fortuna Becicherecu Mic     | Flacăra Parța             | CSC Dudeștii Noi           |
| 2018–2019                                                             | UV Timisoara                | Rapid Săcălaz             | Phoenix Buziaș             |
| 2019–2020                                                             | CS Comloșu Mare             | Progresul Gătaia          | Avântul Topolovățu Mare    |
| 2020–2021                                                             | Flacăra Parța               | Unirea Sânnicolau Mare II | ―                          |
| Finala Ligii a V-a Timiș: Flacăra Parța 2–1 Unirea Sânnicolau Mare II |                             |                           |                            |
| 2021–2022                                                             | Unirea Jimbolia             | Juventus Pișchia          | Gloria Moșnița Nouă        |
| 2022–2023                                                             | AS Gelu                     | Juventus Pișchia          | CSC Belinț                 |
| 2023–2024                                                             | Vulturii Igriș              | CSC Ghiroda II            | AS Recaș                   |
| 2024–2025                                                             | AFC Unirea Jimbolia         | CSC Săcălaz               | AS Berini                  |

1. ↑  Sezonul 2019–20 a Ligii a V-a Timiș a fost suspendat în martie 2020 din cauza Pandemiei de COVID-19 din România.

## Palmares
| Club                      | Titluri | Sezoane căștigătoare      |
| ------------------------- | ------- | ------------------------- |
| Plavi Delia Sânpetru Mare | 3       | 1998–99, 2000–01, 2004–05 |
| AFC Unirea Jimbolia       | 3       | 1992–93, 2021–22, 2024–25 |
| Unirea Peciu Nou          | 2       | 1992–93, 2000–01          |
| Dacia Cărpiniș            | 2       | 1991–92, 2003–04          |
| Unirea Cerneteaz          | 2       | 2007–08, 2009–10          |
| Avântul Bobda             | 2       | 2005–06, 2010–11          |
| Bega Belinț               | 2       | 2001–02, 2011–12          |
| Unirea Banloc             | 2       | 1991–92, 2015–16          |
| FC Bazoș                  | 2       | 1999–00, 2016–17          |
| Progresul Gătaia          | 2       | 2012–13, 2019–20          |
| Unirea Jimbolia           | 2       | 1992–93, 2021–22          |
| Juventus Pișchia          | 2       | 2021–22, 2022–23          |
| Unirea Tomnatic           | 1       | 2016–17                   |
| Banatul Teremia Mare      | 1       | 1990–91                   |
| Tehnometal Timișoara      | 1       | 1990–91                   |
| Textila Timișoara         | 1       | 1990–91                   |
| Victoria Lugoj            | 1       | 1991–92                   |